# ميخائيل س. جاي بوتنام
ميخائيل س. جاي بوتنام (بالإنجليزية: Michael C. J. Putnam)‏ هو باحث في تاريخ العصور الكلاسيكية وأستاذ جامعي أمريكي، ولد في 20 سبتمبر 1933 في سبرينغفيلد في الولايات المتحدة.